# Deutsche Turnmeisterschaften 1921
Die Deutschen Turnmeisterschaften 1921 wurden Anfang April 1921 in Leipzig ausgetragen.
Deutscher Meister im Mehrkampf wurde Rudolf Kobs. Zweiter wurde Urbanczyk aus Breslau.